# Battaglia di Muret
La battaglia di Muret è stata la battaglia decisiva della cosiddetta crociata albigese. Si è svolta il 12 settembre 1213 presso Muret, località occitana ad una dozzina di chilometri da Tolosa.

## La battaglia
Lo scontro vide prevalere l'armata crociata di Filippo II di Francia guidata da Simone IV di Montfort sulle forze della Corona d'Aragona guidate da Pietro II d'Aragona ed i suoi alleati (tra i quali Raimondo VI di Tolosa, Raimondo Ruggero di Foix e Bernardo V di Cominges), nonostante la forte sproporzione fra le forze tra le due fazioni.
Simone di Montfort, assediato dall'esercito tolosano-aragonese nel piccolo castello di Muret decise di tentare il tutto per tutto per rompere l'accerchiamento che lo avrebbe costretto ad arrendersi; si scontrò con 800 uomini contro le ben più numerose forze di Pietro II (almeno 1 500 uomini) sulla Garonna, dopo essere uscito dalla roccaforte assediata: Pietro II fu sconfitto e perse la vita.
La battaglia di Muret segna l'inesorabile tramonto dell'eresia catara, il definitivo arresto dell'espansionismo aragonese in Occitania e il primo importante passo per la futura incorporazione della Contea di Tolosa, della Linguadoca e di altre regioni limitrofe al Regno di Francia (seconda metà del XIII secolo).